# Asphaeridiopus atlantis
Asphaeridiopus atlantis är en mångfotingart som beskrevs av Paul Auguste Remy 1952. Asphaeridiopus atlantis ingår i släktet Asphaeridiopus och familjen fåfotingar. Inga underarter finns listade i Catalogue of Life.